# Антифонарий
Антифонарият (от латински: antiphonarium) е вид богослужебна книга, използвана в Римокатолическата църква от края на VI век.
Предназначен е за използване от църковния хор, като първоначално съдържа антифоните, пети или рецитирани в различни моменти от латинското богослужение, откъдето идва и наименованието му. През Средновековието съдържанието на антифонариите има множество регионални варианти, като от XVI век Църквата се опитва да ги стандартизира.